# Mittleres Erythrozyteneinzelvolumen
Das Mittlere Erythrozyteneinzelvolumen (engl. mean corpuscular/cell volume, MCV) gibt die mittlere Zellgröße der peripheren Erythrozyten an und ist einer von vier Werten, die zur Klassifikation von Anämien dienen.
{\displaystyle MCV\ (\mathrm {f} \ell )={\frac {{\text{Hämatokrit}}\ ({\text{Vol-}}\%)}{100\cdot {\text{Erythrozyten}}\ ({\text{Mio.}}/\mathrm {mm} ^{3})}}}
Der Normalbereich liegt zwischen 80 und 98 fl (= µm3 = 10−9 µl).
| <80   | mikrozytäre Anämie (Eisenmangel, ACD, Thalassämie, Erythropoetische Protoporphyrie)                              |
| 80–98 | ev. normozytäre Anämie (ACD, Nieren- und Lebererkrankungen, hämolytische Anämien, aplastische Anämien)           |
| >98   | makrozytäre Anämie (perniziöse Anämie, megaloblastäre Anämien, Alkoholkrankheit, Chemotherapie maligner Tumoren) |

Von einer megaloblastären Anämie spricht man, wenn ein Vitamin-B12- oder Folsäuremangel vorliegt. Bei hämolytischer Anämie können große und kleine Zellen zugleich vorliegen. Bei Alkoholkrankheit kann auch eine Makrozytose ohne Anämie vorkommen.